# Атли Ингоульфссон
Атли Ингоульфссон (исл. Atli Ingólfsson, род. 21 августа 1962, Ньярдвик, Исландия) ― исландский композитор. Его произведения исполнялись на фестивалях новой музыки по всей Европе, а также за пределами ЕС. Его творчество включает в себя широкий спектр различных произведений, от сольных до оркестровых. Из его камерных произведений самым исполняемым стал «Объект террора» для камерной группы (Эд. Рикорди, Милан), присутствующий на его главном компакт-диске «Enter», выпущенном BIS в Стокгольме в 2005 году.

## Ранние годы
Атли Ингоульфссон родился 21 августа 1962 года в Ньярдвике. Первые уроки музыки он получил в родном городе, ещё до переезда Рейкьявик. Уже в ранние годы он получил свое первое музыкальное образование в своём родном городе и начал сочинять музыку еще до переезда в Рейкьявик. После переезда в исландскую столицу он учился в Высшей школе музыки в Рейкьявике (факультете теории музыки). Его учителями композиции были Оркель Сигурьйонссон и Атли Хеймир Свейнссон. Он окончил Высшую школу в 1984 году, а также сдал выпускной экзамен по игре на гитаре в 1983 году. Атли также получил степень бакалавра философии в Исландском университете. Он продолжил обучение композиции в Милане у Давиде Анзаги в Консерватории Джузеппе Верди и посетил летний курс Франко Донатони в Академии Киджи в 1988 году.

## Карьера
С 1990 по 2005 года Атли проживал в Италии, после чего он вернулся в Исландию и стал преподавателем композиции в Исландской академии искусств.
В 1992 году Атли переехал в Париж, чтобы посетить летние музыкальные курсы по информационным исследованиям в ИРКАМе. С 1990 года он сосредоточился в первую очередь на своей композиторской работе. До 2005 года он жил в Болонье. Сначала он преподавал композицию на неполной ставке в Исландском университете искусств, а затем стал профессором композиции в 2016 году.
Премьера «Envoi», заказанного IRCAM и Ensemble Intercontemporain от Atl, состоялась в январе 1995 года. Он также получил заказы от Ensemble l'Itinéraire, Berlin Biennale, Caput Ensemble , Kroumata, Les Percussions de Strasbourg и Венецианской биеннале. Работы Атли были широко представлены в Европе, особенно в североевропейских странах. Среди исполнителей были Avanti!, Arditti Quartet, Oslo Sinfonietta, KammarensembleN, перкуссионный ансамбль Sisu, Симфонический оркестр Баварского радио , Исландский симфонический оркестр, Джеймс Клэппертон, Хокан Харденбергер и Фроде Халтли. Музыка Атли выпускалась под лейблом BIS, а некоторые из его работ были опубликованы Casa Ricordi в Милане..
Среди основных жанров произведений Атли — камерное, вокальное творчество, концерты для солирующих инструментов с оркестром и другие формы оркестровой музыки, а также опера.За последующий после 2005 года период Атли написал три музыкальных драмы, поставленных Театром Циннобер в Гётеборге под руководством Сванте Аулиса Левенборга. Это: «Сюзанна» (либретто Джона Фосса), 2005 г., «Играй в Alter Native» (либретто Финна Юнкера), 2011 г., и «Сага о Ньяле» " (на либретто Людвига Ульборса), 2015. Его музыка широко исполнялась на европейских фестивалях и различных концертах рядом ведущих ансамблей: InterContemporain, Avanti, квартетом Arditti, L’Itinéraire и Caput. Он также опубликовал сборник стихов и написал о развитии исландской просодии с музыкальной точки зрения.
Творчество Ингоульфссона почти полностью состоит из инструментальных произведений, отличающихся ярким, красочным музыкальным звучанием. Некоторые из его работ отражают его интерес к просодии, и можно сказать, что ритм и метрика занимают центральную роль во многих из них (A verso, Le pas, les pentes, Envoi, La métrique du cri). В одной из своих статей он все больше исследует точку соприкосновения тембра, гармонии и ритма, что в его первом струнном квартете (HZH) приводит к постоянному растворению преимущественно тембральных, гармонических или ритмических ситуаций, все из которых происходят из одного и того же структурная матрица.

## Основные сочинения
- Messagio dal vetraio (2018) для скрипки, флейты, кларнета, ударных, альта, виолончели и контрабаса
- Cottbus dyprich (2014) для оркестра
- Ma La Melodia (2000) ноктюрн для фортепиано
- Idioclick (2014) для скрипки соло
- Pregnant (2014) для скрипки, альта, виолончели, ударных и квартета саксофонов
- SÍSÍFÚGA (2012)
- MANI (2011)
- Forbidden mantra (2011) для флейты, кларнета, скрипки, альта, виолончели и фортепиано
- DÆM MIG GUÐ II (2010) для смешанного хора

### Научные работы
Атли является автором нескольких статей и эссе по метрике, музыкальному театру, а также опубликовал метод традиционной исландской гармонии, Hljómamál.